# Филип Хуго Вамболт фон Умщат
Филип Нери Хуго Франц Симеон Мария Георг Хуберт Вамболт фон Умщат (на немски: Philipp Neri Hugo Franz Simeon Maria Georg Hubert Freiherr Wamboldt von Umstadt; * 1 януари 1881 в Ашафенбург; † 8 март 1946 в Регенсбург) е фрайхер от стария рицарски род „Вамболдт фон Умщат“ от Рейнланд-Хесен в Нидагау.
Той е големият син на фрайхер Франц Филип Вамболт фон Умщат (1829 – 1908) и съпругата му фрайин Мария фон Фалкенщайн (1848 – 1915), дъщеря на фрайхер Франц фон Фалкенщайн и фрайин Августа фон Ванген цу Геролдсек. Брат е на фрайхер Бардо Вамболдт фон Умщат (1884 – 1963), женен 1922 г. за Мария Антония, фрайин Гайр фон Швепенбург (1887 – 1930).
Роднина е на Анселм Казимир Вамболт фон Умщат (1579 – 1647), архиепископ и курфюрст на Майнц (1629 – 1647). През 1816 г. баща му и тримата негови братя са издигнати на фрайхер в Кралство Бавария. Резиденция е дворец Вамболт в Грос-Умщат в Оденвалд, Хесен.
Филип Хуго Вамболдт фон Умщат умира на 65 години на 8 март 1946 г. в Регенсбург. Клонове на фамилията съществуват и днес.

## Фамилия
Филип Хуго Вамболдт фон Умщат се жени на 19 септември 1905 г. във Виена за Лудвига Мария фон Харах-Рорау-Танхаузен (* 1 октомври 1876, Ашах; † 1 юни 1942, Брно), дъщеря на граф Алфред фон Харах-Рорау-Танхаузен (1831 – 1914) и Анна Франциска Леополдина Лудовика Винценца фон Лобковиц (1847 – 1934). Те имат децата:
- Анна Мария Пия Георгина Хубертина (* 11 юли 1906, Им Винкел при Траункирхен)
- Леополдина Мария Марцелина Георгина Хубертина (* 17 юли 1907, Фришау)
- Антоанета Мария Емма Леополдина Елизабет Георгина Хубертина (* 19 април 1909, Фришау)
- Мария Габриела Агнес Хубертина Георгина (* 28 януари 1911, Виена)
- Франц-Клеменс Мария Бардо Филип Хуго Хубертус Георг Ауг Андреас Бобола (* 20 февруари1915, Виена; † април 1945, близо до Брюн, изчезнал)
- Филип (* 15 август 1918, Фришау; † 24 август 2007, Хайделберг), женен на 22 септември 1954 г. във Висен за фрайин	Мария Елизабет Леополдина Йозефа Терезия фон Лое (* 15 март 1930, Висен)
- Елизабет (* 9 февруари 1921, Фришау), омъжена на	30 септември 1950 г. в Регенсбург за Франц Йозеф Фридрих Мария, граф Хойос, фрайхер цу Щихзенщайн (* 18 август 1920, Либихау)